# Feia Lacus
Der Feia Lacus – der Name ist lateinisch – ist einer der Methanseen auf dem Saturnmond Titan. Er weist einen Durchmesser von ungefähr 47 Kilometern auf und ist nach dem Feiasee in Brasilien benannt. Koordinaten: 73,7 N / 64,41 W.